# Liste der Einträge im National Register of Historic Places im Redwood County

Lage des Redwood County in Minnesota

Die Liste der Einträge im National Register of Historic Places im Redwood County in Minnesota führt alle Bauwerke und historischen Stätten im Redwood County auf, die in das National Register of Historic Places aufgenommen wurden.

## Legende
| NRHP | Historic Place    |
| HD   | Historic District |

## Aktuelle Einträge
| [ 2 ] | Name                                                      | Bild                                                      | Eintragsdatum        | Lage                                                             | Ort                | Beschreibung |
| ----- | --------------------------------------------------------- | --------------------------------------------------------- | -------------------- | ---------------------------------------------------------------- | ------------------ | --- |
| 1     | J.A. Anderson House                                       | J.A. Anderson House                                       | 1980 ID-Nr. 80002132 | 402 4th Avenue 44° 13′ 43,7″ N, 95° 16′ 5,7″ W                   | Lamberton          | 1900 im Queen Anne-Stil errichtetes Wohnhaus                                                                                                |
| 2     | Bank of Redwood Falls Building                            | Bank of Redwood Falls Building                            | 1980 ID-Nr. 80002141 | 2nd Street 44° 32′ 26,1″ N, 95° 7′ 8,9″ W                        | Redwood Falls      | 1885 im Richardson Romanesque genannten Baustil errichtetes Geschäftsgebäude                                                                |
| 3     | Birch Coulee School                                       | Birch Coulee School                                       | 1990 ID-Nr. 90000554 | Abseits des County Highway 2 44° 32′ 0,7″ N, 94° 59′ 49,1″ W     | südlich von Morton | 1891 errichtetes Schulgebäude zur kulturellen Assimilation von Dakota                                                                       |
| 4     | Chicago and North Western Railroad Depot                  | Chicago and North Western Railroad Depot                  | 1980 ID-Nr. 80002135 | 1st Street 44° 24′ 38,8″ N, 95° 24′ 35″ W                        | Lucan              | 1902 errichtetes Bahnhofsgebäude |
| 5     | H.D. Chollar House                                        | H.D. Chollar House                                        | 1980 ID-Nr. 80002142 | 4th Street Ecke Minnesota Street 44° 32′ 20,1″ N, 95° 7′ 14,8″ W | Redwood Falls      | 1878 im Italianate-Stil errichtetes Gebäude                                                                                                 |
| 6     | City Blacksmith Shop                                      | City Blacksmith Shop                                      | 1980 ID-Nr. 80002133 | Douglas Street Ecke 2nd Avenue 44° 13′ 51,1″ N, 95° 15′ 55,3″ W  | Lamberton          | 1895 errichtete Schmiede mit vielen erhalten gebliebenen Originalwerkzeugen                                                                 |
| 7     | Clements State Bank Building                              | Clements State Bank Building                              | 1980 ID-Nr. 80002130 | 1st Street Ecke Pine Street 44° 22′ 50″ N, 95° 3′ 11,4″ W        | Clements           | 1902 aus Backsteinen im Queen Anne-Stil errichtetes Bankgebäude                                                                             |
| 8     | Commercial Hotel                                          |                                                           | 1980 ID-Nr. 80002146 | Front Street Ecke Main Street 44° 29′ 8,6″ N, 94° 43′ 31,8″ W    | Wabasso            | 1901 errichtetes Hotel |
| 9     | Delhi Coronet Band Hall                                   |                                                           | 1984 ID-Nr. 84001687 | 3rd Street 44° 35′ 54,4″ N, 95° 12′ 44,5″ W                      | Delhi              | 1896 mit falscher Fassade errichtete Music Hall                                                                                             |
| 10    | District No. 8 School                                     | District No. 8 School                                     | 1980 ID-Nr. 80002131 | County Road 70 44° 23′ 23,8″ N, 95° 9′ 6″ W                      | Clements           | 1908 errichteter Schulkomplex |
| 11    | Gilfillan                                                 | Gilfillan                                                 | 1980 ID-Nr. 80002143 | MN 67 44° 27′ 46,2″ N, 94° 59′ 40″ W                             | Redwood Falls      | 1880 errichtete Farm von Charles Duncan Gilfillan                                                                                           |
| 12    | Gimmestad Land and Loan Office                            | Gimmestad Land and Loan Office                            | 1980 ID-Nr. 80002128 | Main Street 44° 36′ 21,1″ N, 95° 19′ 47,1″ W                     | Belview            | 1882 errichtetes Bürogebäude mit falscher Fassade                                                                                           |
| 13    | Honner-Hosken House                                       | Honner-Hosken House                                       | 1980 ID-Nr. 80002138 | North Street Ecke Main Street 44° 33′ 52″ N, 95° 5′ 40,7″ W      | Redwood Falls      | 1872 errichtetes Wohnhaus |
| 14    | Lower Sioux Agency                                        | Lower Sioux Agency                                        | 1970 ID-Nr. 70000308 | County Highway 2 44° 31′ 34,2″ N, 94° 57′ 28,2″ W                | südlich von Morton | 1853 errichtetes Verwaltungszentrum der Lower Sioux Indian Reservation; beim Sioux-Aufstand von 1862 zerstört; heute zum Teil rekonstruiert |
| 15    | Milroy State Bank Building                                | Milroy State Bank Building                                | 1980 ID-Nr. 80002137 | Superior Street Ecke Euclid Avenue 44° 25′ 8″ N, 95° 33′ 13,7″ W | Milroy             | 1902 aus Backsteinen errichtetes Bankgebäude                                                                                                |
| 16    | Minneapolis and St. Louis Railroad Depot                  | Minneapolis and St. Louis Railroad Depot                  | 1980 ID-Nr. 80002129 | Abseits der Main Street 44° 36′ 26″ N, 95° 19′ 47,9″ W           | Belview            | 1892 errichtetes Bahnhofsgebäude |
| 17    | Odeon Theater                                             | Odeon Theater                                             | 1974 ID-Nr. 74001041 | Main Street 44° 36′ 16,4″ N, 95° 19′ 45,2″ W                     | Belview            | 1901 errichtetes Theater |
| 18    | Ramsey Park Swayback Bridge                               | Ramsey Park Swayback Bridge                               | 1980 ID-Nr. 80002144 | Ramsey Park 44° 33′ 3,2″ N, 95° 7′ 29,9″ W                       | Redwood Falls      | 1938 von der Works Progress Administration errichtete Brücke                                                                                |
| 19    | Redwood Falls Carnegie Library                            | Redwood Falls Carnegie Library                            | 1980 ID-Nr. 80002139 | 334 South Jefferson Street 44° 32′ 20,2″ N, 95° 6′ 59,8″ W       | Redwood Falls      | 1904 errichtete Carnegie-Bibliothek |
| 20    | Redwood Falls Retaining Wall Roadside Development Project | Redwood Falls Retaining Wall Roadside Development Project | 2012 ID-Nr. 12000429 | MN 19 Ecke US 71 44° 32′ 27,8″ N, 95° 7′ 13,2″ W                 | Redwood Falls      | Teil der MPS Federal Relief Construction in Minnesota                                                                                       |
| 21    | Revere Fire Hall                                          | Revere Fire Hall                                          | 1980 ID-Nr. 80002145 | 2nd Street 44° 13′ 21″ N, 95° 21′ 55,4″ W                        | Revere             | 1900 errichtete Feuerwache mit Glockenturm                                                                                                  |
| 22    | St. Cornelia's Episcopal Church                           | St. Cornelia's Episcopal Church                           | 1979 ID-Nr. 79003717 | Abseits des County Highway 2 44° 32′ 0,4″ N, 94° 59′ 43,1″ W     | Morton             | 1891 aus Granitsteinen im neugotischen Stil errichtete Kirche für getaufte Dakota-Indianer                                                  |
| 23    | Scenic City Cooperative Oil Company                       | Scenic City Cooperative Oil Company                       | 1980 ID-Nr. 80002140 | 2nd Street Ecke Mill Street 44° 32′ 25,2″ N, 95° 7′ 9,2″ W       | Redwood Falls      | 1925 errichtete Autowerkstatt |
| 24    | Walnut Grove Creamery Association                         | Walnut Grove Creamery Association                         | 2006 ID-Nr. 06000602 | 521 Main Street 44° 13′ 22,2″ N, 95° 28′ 8,6″ W                  | Walnut Grove       | 1930 errichtete Molkerei |

## Frühere Einträge
| [ 2 ] | Name                       | Bild | Eintragsdatum        | Lage                                                            | Ort    | Beschreibung |
| ----- | -------------------------- | ---- | -------------------- | --------------------------------------------------------------- | ------ | --- |
| 1     | Lamberton Farmers Elevator |      | 1980 ID-Nr. 80002134 | 1st Avenue Ecke Douglas Street 44° 22′ 36,8″ N, 95° 38′ 14,5″ W | Milroy | 1916 errichteter Getreideheber 1987 abgerissen und im Jahr 1991 aus dem Register gestrichen                                     |
| 2     | Milroy Block               |      | 1980 ID-Nr. 80002136 | Euclid Avenue Ecke Cherry Street 44° 38′ 52,2″ N, 94° 3′ 37″ W  | Milroy | 1902 im Italianate-Stil errichtetes Geschäftsgebäude; im Jahr 1998 abgerissen und zwei Jahre später aus dem Register gestrichen |